# Manuel Gómez Pedraza
Manuel Gómez Pedraza, född 22 april 1789 i Querétaro, död 14 maj 1851 i Mexico City, var en mexikansk politiker och militär. President i Mexiko 1832 till 1833.